# Neustadt 532 (Landshut)
Das mittelalterliche Gebäude Neustadt 532 in der Altstadt von Landshut wurde 2012 abgerissen.
Das Gebäude wurde seit 1493 jahrhundertelang von Schmieden bewohnt. Aus der Bauzeit um 1280 war bis 2012 noch der ca. 3 m hohe Wohn- und Wirtschaftsteil und die um 1 m höhere Durchfahrt erhalten. Alle über diesen Erdgeschossbestand hinausgehenden Teile des Hauses fielen einem Brand zum Opfer, so dass hier über den ursprünglichen Zustand nichts bekannt ist. Beim Wiederaufbau nach dem Brand, der nach Untersuchungen mit Vorbehalt auf 1291/92 datiert wurde, wurden über dem Wirtschaftsteil zwei weitere Geschosse aufgesetzt. Über der Durchfahrt schloss sich aber weiterhin direkt das Dach an. 1612 erhielt die Stube im 2. Obergeschoss eine Bohlenbalkendecke.